# Илян (Чжаотун)
Иля́н (кит. упр. 彝良, пиньинь Yíliáng) — уезд городского округа Чжаотун провинции Юньнань (КНР).

## История
После завоевания Дали монголами и вхождения этих мест в состав империи Юань в 1273 году здесь была создана Илянская область (益良州) Манбуского региона (芒部路). После завоевания провинции Юньнань войсками империи Мин «регионы» были переименованы в «управы» — так в 1382 году появилась Манбуская управа (芒部府), подчинённая властям провинции Сычуань. В 1384 году Илянская область была расформирована, а её земли перешли под прямое управление властей управы. Впоследствии Манбуская управа была переименована в Чжэньсюнскую управу (镇雄府).
Во времена империи Цин Чжэньсюнская управа была в 1727 году переведены в подчинение властям провинции Юньнань; в 1728 году Чжэньсюнская управа была понижена в статусе, и стала Чжэньсюнской областью (镇雄州), подчинённой Умэнской управе (乌蒙府). В 1731 году Умэнская управа была переименована в Чжаотунскую управу (昭通府). В 1908 году Чжэньсюнская область была немного повышена в статусе, перейдя в прямое подчинение властям провинции и став тем самым Чжэньсюнской непосредственно управляемой областью (镇雄直隶州). После Синьхайской революции в Китае была проведена реформа структуры административного деления, в результате которой были упразднены управы, а области и комиссариаты преобразованы в уезды; таким образом, в 1913 году Чжаотунская управа и Чжэньсюнская непосредственно управляемая область были расформированы, а на землях бывшей области были созданы уезды Чжэньсюн и Илян.
После вхождения провинции Юньнань в состав КНР в 1950 году был образован Специальный район Чжаотун (昭通专区), и уезд вошёл в его состав.
В 1970 году Специальный район Чжаотун был переименован в Округ Чжаотун (昭通地区).
В 2001 году округ Чжаотун был преобразован в городской округ.
7 сентября 2012 года уезд стал эпицентром землетрясения.

## Административное деление
Уезд делится на 10 посёлков и 5 национальных волостей.